# ドラゴンボールZ バーストリミット
ドラゴンボールZ バーストリミット（ドラゴンボールゼット バーストリミット、DRAGON BALL Z BURST LIMIT）は、2008年6月5日にディンプス開発、バンダイナムコゲームスから発売された3D対戦アクションゲーム。

## 概要
PlayStation 2で発売された『ドラゴンボール』の流れを汲む格闘ゲームであり、基本操作の一部を踏襲。登場するキャラクターは基本的に人造人間編までに登場したものとなっている。
新世代機のPlayStation 3、Xbox 360の美麗映像で、オンライン対戦が可能となっている。当時のCMもフリーザがその映像に驚いたり、影山ヒロノブが『ドラゴンボール』ファンとオンライン対戦し、勝利するというものだった。

## 基本操作とシステム
本作はこれまでに登場した格闘アクションゲーム、PlayStation 2用のゲームソフト『ドラゴンボールZ3』、PlayStation Portable用のゲームソフト『ドラゴンボールZ 真武道会2』から基本システムを踏襲している。
- 今作は気力を溜めるアクションは無く、自動回復もしくは敵を攻撃する事によって気力が溜まる。
- 「かめはめ波」などの必殺技は、PlayStation Portable用のソフト『ドラゴンボールZ 真武道会』シリーズのようなリアルタイム制。

## ドラマピース
様々な条件により、バトル中に突如ドラマムービーが発生し、相手の攻撃を防ぐ、体力が回復する、攻撃力・防御力が上昇するといった様々な効果をもたらす。特定のモード以外では、プレーヤーはバトルでセットしたいドラマピースを自由に選択することができる。どのようなドラマピースを持っているかはキャラクターごとに大きく異なる。
なお、特定の組み合わせ同士で援護すると掛け合いが発生する。

## オーラアクション
気力ゲージのコンテナを一つ分消費することで、攻守両面で強力な効果を持つ数々のオーラアクションを使用できる。
「EX必殺技」
溜め時間が必要な必殺技を溜めることなしで使用できる。
「ヘヴィースマッシュ」
強力かつガード不能のスマッシュを相手に叩きこむ。ヒットすると相手は大きくのけぞるので、さらに追撃することが可能。
「メガクラッシュ」
自分の周囲に発生させた衝撃波で相手を吹き飛ばす。相手の攻撃時に使えば攻撃を中断させることができる。
「追い打ち攻撃」
吹き飛ばした相手の背後に瞬時に移動して攻撃を加える。追い打ち攻撃後にさらに追い打ち攻撃を行うことも可能。
「アルティメットガード」
普通のガードと違い、削りダメージが無い。ただし、使用中は徐々に気力が減少し、ゼロになると解除される。
「見極め/見極め攻撃」
相手の攻撃を避けつつ一瞬で相手の背後に移動する。疲労がたまりやすい。
「ダウン回避見極め/ダウン回避見極め攻撃」
相手に吹き飛ばされたり、地面に落ちたりした瞬間に、相手の背後に瞬時に移動する。攻撃を加えることも可能。こちらも疲労がたまりやすい。

## オーラスパーク
キャラクターが一定時間パワーアップし、強力なアクションが繰り出せるようになる。気力ゲージが満タンの時に使うことができる。
オーラアクションの無制限使用
前述したオーラアクションを気力ゲージの消費なしに使用することが可能となる。
キャラクターの能力の向上
キャラクターの攻撃力や防御力、ダッシュ速度が向上する。どの能力がどれだけ上昇するかは、キャラクターにより異なる。
EXオーラアクションの解放
キャラクタがオーラスパーク状態の時に一定量の気力を消費して行なうことができる。
ヴァニッシングムーヴ
遠く離れた相手の背後に瞬時に移動することができる。見極めと違いキャラクターがニュートラル状態でも発動できる。
ヴァニッシングアタック
遠く離れた相手の背後に瞬時に移動し吹き飛ばし攻撃を行うことができる。見極め攻撃と違いキャラクターがニュートラル状態でも発動できる。

## アルティメットムーヴアタック
特定の発動攻撃もしくは、吹き飛ばし攻撃から発生する攻防システム。アルティメットムーヴアタックが発動すると、入力はボタンの連打数のみを判断し、一定時間内に相手より多く連打したほうが勝ちとなる。成功すれば大ダメージを与えることができるが、失敗すると相手にダメージを与えることはできず、疲労ゲージが溜まってしまう。

## 登場キャラクター
全21人使用できる。登場キャラクターの総数はZ3や真武道会2よりも少なくなった。
- 孫悟空（声:野沢雅子）
- 孫悟飯（声:野沢雅子）
- ピッコロ（声:古川登志夫）
- クリリン（声:田中真弓）
- ヤムチャ（声:古谷徹）
- 天津飯（声:真殿光昭）
- トランクス（声:草尾毅）
- ベジータ（声:堀川りょう）
- ナッパ（声:飯塚昭三）
- ラディッツ（声:千葉繁）
- 栽培マン（声：沼田祐介）
- フリーザ（声:中尾隆聖）
- ギニュー（声:堀秀行）
- リクーム（声:内海賢二）
- セル（声:若本規夫）
- 人造人間16号（声:緑川光）
- 人造人間17号（声:中原茂）
- 人造人間18号（声:伊藤美紀）
- バーダック（声:野沢雅子）
- ブロリー（声:島田敏）

### その他の登場キャラクター
ムービーとスタッフロールに登場。キャラクターの声はなし。
- 神龍
- 餃子
- ヤジロベー
- メカフリーザ
- コルド大王
- 大猿ベジータ

なお、ラウンドコールは大友龍三郎が担当。

## 主題歌
- 「奇跡の炎よ 燃え上がれ!!」（作詞: 森由里子、作曲: 山本健司・cAnON、編曲：山本健司、歌: 影山ヒロノブ）

なお、セル編クリア後のエンディングは英語バージョンになっている。

## 予約特典
- ゲーム設定資料集

## 関連CD
- ドラゴンボールZ バーストリミット オリジナルサウンドトラック